# Matthew Lewis (attore)
Matthew David Lewis (Leeds, 27 giugno 1989) è un attore britannico, noto per aver interpretato Neville Paciock nella serie cinematografica di Harry Potter.
Lewis ha recitato anche in altri film, come Some Kind of Life (1995) e The Sweet Shop (2010), e in diverse serie televisive.

## Biografia
Lewis è nato a Horsforth, Leeds, West Yorkshire, nel Regno Unito, figlio di Lynda e Adrian Lewis. Ha due fratelli: Anthony (attore) e Chris (montatore). Incominciò a recitare dall'età di cinque anni, debuttando nel film Some Kind of Life di Julian Jarrold. In seguito ha interpretato parti minori in diverse serie televisive. Il 24 luglio 2012 è stato insignito di una Laurea ad Honorem presso l'università di Leeds, per il suo significativo contributo alle arti e alle opere di carità.
Dal 2001 al 2011 ha interpretato Neville Paciock negli otto film della serie cinematografica di Harry Potter. Nei contenuti extra del dvd di Harry Potter e il prigioniero di Azkaban, Lewis ha rivelato che per il ruolo di Neville Paciock ha indossato scarpe di due taglie più grandi, delle punte di plastica sulle orecchie per renderle più attaccate alla testa e dei denti finti, anche se in realtà la sua dentatura è rimasta invariata, sia fuori che dentro la scena, fino al 2011 (come testimoniano numerose fotografie). Nel 2016 è nel cast del film Io prima di te, accanto a Sam Claflin e Emilia Clarke.

## Vita privata
Il 28 maggio 2018 a Portofino si è sposato con Angela Jones.

## Filmografia

### Cinema
- Some Kind of Life, regia di Julian Jarrold (1995)
- Harry Potter e la pietra filosofale (Harry Potter and the Sorcerer's Stone), regia di Chris Columbus (2001)
- Harry Potter e la camera dei segreti (Harry Potter and the Chamber of Secrets), regia di Chris Columbus (2002)
- Harry Potter e il prigioniero di Azkaban (Harry Potter and the Prisoner of Azkaban), regia di Alfonso Cuarón (2004)
- Harry Potter e il calice di fuoco (Harry Potter and the Goblet of Fire), regia di Mike Newell (2005)
- Harry Potter e l'Ordine della Fenice (Harry Potter and the Order of the Phoenix), regia di David Yates (2007)
- Harry Potter e il principe mezzosangue (Harry Potter and the Half-Blood Prince), regia di David Yates (2009)
- Harry Potter e i Doni della Morte - Parte 1 (Harry Potter and the Deathly Hallows: Part 1), regia di David Yates (2010)
- Harry Potter e i Doni della Morte - Parte 2 (Harry Potter and the Deathly Hallows: Part 2), regia di David Yates (2011)
- The Sweet Shop, regia di Ben Myers (2013)
- Io prima di te (Me Before You), regia di Thea Sharrock (2016)
- Terminal, regia di Vaughn Stein (2018)
- Baby Done, regia di Curtis Vowell (2020)

### Televisione
- Dalziel and Pascoe - serie TV, 1 episodio (1996)
- Where the Heart Is - serie TV, 1 episodio (1997)
- City Central - serie TV, 1 episodio (1998)
- Heartbeat - serie TV, 1 episodio (1999)
- This Is Personal: The Hunt for the Yorkshire Ripper, regia di David Richards - film TV (2000)
- The Syndicate - serie TV, 5 episodi (2012)
- Bluestone 42 - serie TV, 13 episodi (2013-2015)
- Delitti in Paradiso (Death in Paradise) - serie TV, 1 episodio (2015)
- Ripper Street - serie TV, 12 episodi (2016)
- Happy Valley – serie TV, 4 episodi (2016)
- Girlfriends - serie TV, 5 episodi (2018)
- Creature grandi e piccole - Un veterinario di provincia (All Creatures Great and Small) – serie TV, 7 episodi (2020-2021)
- Harry Potter 20º anniversario - Ritorno a Hogwarts (Harry Potter 20th Anniversary: Return to Hogwarts), regia di Eran Creevy, Joe Pearlman, Giorgio Testi – film TV (2022)

## Videografia
- Filth, videoclip del singolo di A Band Of Buriers (2012)

## Doppiatori italiani
Nelle versioni in italiano delle sue opere in cui ha recitato, Matthew Lewis è stato doppiato da:
- Gabriele Patriarca in Harry Potter e la pietra filosofale, Harry Potter e la camera dei segreti, Harry Potter e il prigioniero di Azkaban, Harry Potter e il calice di fuoco, Harry Potter e l'Ordine della Fenice, Harry Potter e il principe mezzosangue, Harry Potter e i Doni della Morte - Parte 1, Harry Potter e i Doni della Morte - Parte 2
- Federico Di Pofi in Creature grandi e piccole - Un veterinario di provincia
- Gianfranco Miranda in Delitti in Paradiso
- Davide Perino in Io prima di te
- Matteo De Mojana in Terminal